# Hausgruppe

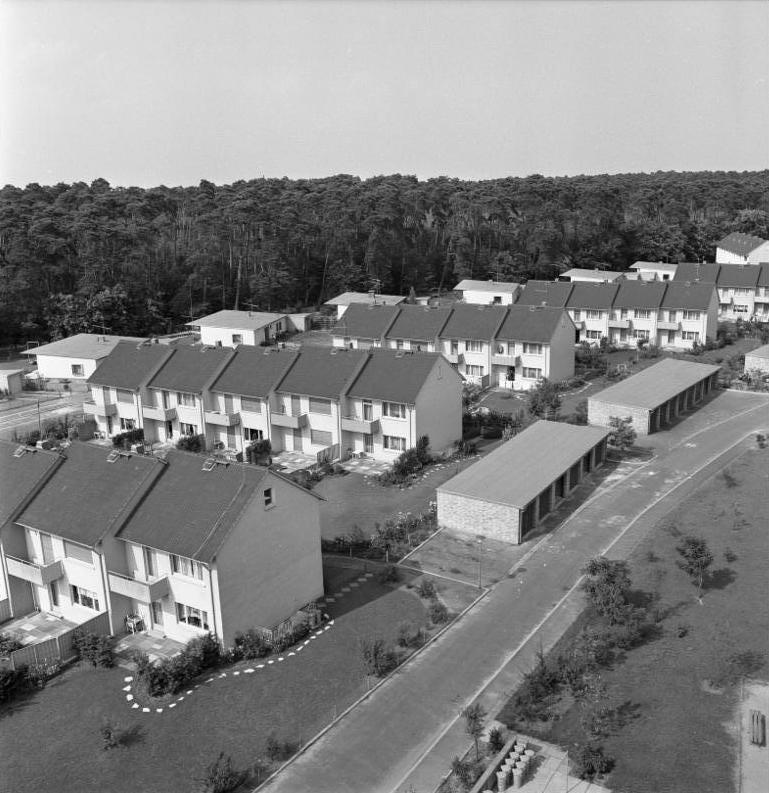
Hausgruppen in Sprendlingen (Dreieich), 1961

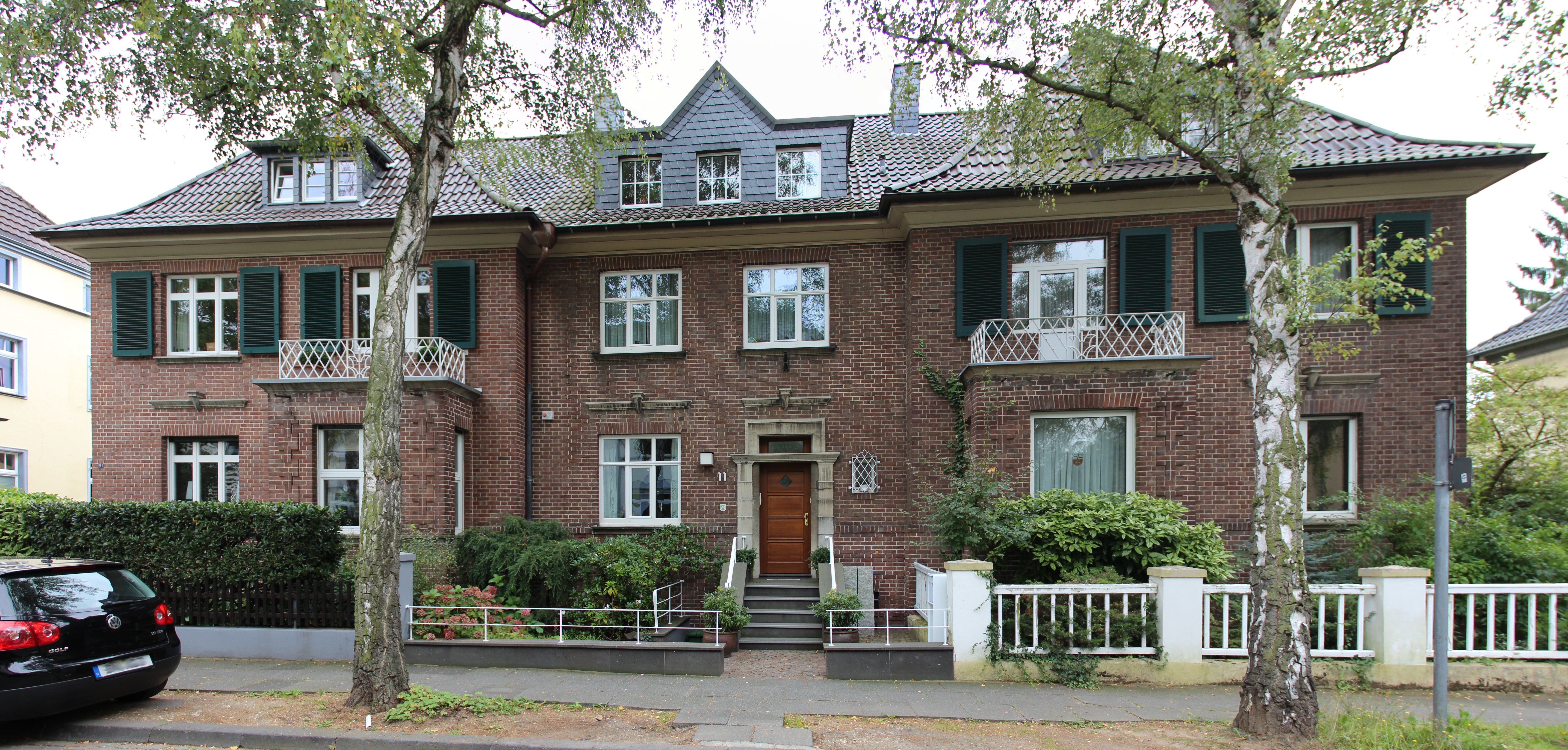
Dreiteilige Hausgruppe (erbaut 1927) in Bonn

Hausgruppe bezeichnet im deutschen Baurecht eine Bauweise, die aus mindestens drei aneinandergebauten Gebäuden besteht. Die aneinandergebauten Häuser verfügen jeweils über eigene Grundstücksgrenzen. An den Kopfseiten muss die Hausgruppe einen Abstand zu den Nachbargrundstücken einhalten und zählt damit zur offenen Bauweise. Die Hausgruppe wird nicht legal definiert, jedoch mehrfach in der Baunutzungsverordnung (BauNVO) genannt. So können Hausgruppen in Sondergebieten nach § 10 Abs. 3 BauNVO und bei offener Bauweise nach § 22 Abs. 2 BauNVO errichtet werden, wobei die Länge einer Hausgruppe höchstens 50 Meter betragen darf.
Die Hausgruppe wird innerhalb der offenen Bauweise unterschieden vom Einzelhaus und vom Doppelhaus, das aus nur zwei aneinandergebauten Häusern besteht.
Hausgruppen werden oft aus Reihenhäusern gebildet, können aber auch aus unterschiedlich gestalteten Häusern zusammengesetzt sein (Beispiel: Wohnsiedlung documenta urbana in Kassel).